# Tarô de Thoth
"Thoth Tarot" é um tarô criado por Aleister Crowley com desenhos de Lady Frieda Harrys.
Baseia-se na filosofia de Thelema, de acordo com o Liber AL vel Legis, conforme descrito no livro correlato "The Book of Thoth" ("O Livro de Thoth"), também de sua autoria.